# 三枝千晃
三枝 千晃（さえぐさ ちあき、1997年3月21日 - ）は、日本の女子ラグビーユニオン選手。

## プロフィール
- 身長 167cm、体重 69kg
- 7人制女子日本代表に選ばれたことがある[1]。

## 略歴
都立小山台高校・文教大学・ARUKAS QUEEN KUMAGAYAを経て、北海道バーバリアンズディアナに加入。
2022年、ラグビーワールドカップセブンズ2022の7人制女子日本代表に選ばれた。
2024年、パリ2024五輪の7人制女子日本代表内定選手に選ばれた。